# 47-й отдельный миномётный батальон
47-й отдельный миномётный батальон - воинское подразделение вооружённых СССР в Великой Отечественной войне.

## История
Сформирован 25.06.1941 года в составе 7-й армии.
В составе действующей армии с 25.06.1941 года по 27.04.1942.
Принимал участие в боях с финскими войсками в Карелии и весьма вероятно что был прижат к берегу Ладожского озера, откуда был эвакуирован судами Ладожской военной флотилии в августе 1941 года.
Поступил в распоряжение 55-й армии, оборонявшей южные подступы к Ленинграду в районе Колпино, где вёл бои до мая 1942 года.
27.04.1942 обращён на формирование 175-го миномётного полка

## Полное наименование
- 47-й отдельный миномётный батальон

## Подчинение
| Дата            | Фронт (округ)       | Армия      | Корпус | Дивизия | Бригада | Примечания                                        |
| --------------- | ------------------- | ---------- | ------ | ------- | ------- | ------------------------------------------------- |
| 22.06.1941 года | Северный фронт      | 7-я армия  | -      | -       | -       | -                                                 |
| 01.07.1941 года | Северный фронт      | 7-я армия  | -      | -       | -       | -                                                 |
| 10.07.1941 года | Северный фронт      | 7-я армия  | -      | -       | -       | -                                                 |
| 01.08.1941 года | Северный фронт      | 7-я армия  | -      | -       | -       | -                                                 |
| 01.09.1941 года | Ленинградский фронт | 55-я армия | -      | -       | -       | -                                                 |
| 01.10.1941 года | Ленинградский фронт | 55-я армия | -      | -       | -       | -                                                 |
| 01.11.1941 года | Ленинградский фронт | 55-я армия | -      | -       | -       | -                                                 |
| 01.12.1941 года | Ленинградский фронт | 55-я армия | -      | -       | -       | -                                                 |
| 01.01.1942 года | Ленинградский фронт | 55-я армия | -      | -       | -       | -                                                 |
| 01.02.1942 года | Ленинградский фронт | 55-я армия | -      | -       | -       | -                                                 |
| 01.03.1942 года | Ленинградский фронт | 55-я армия | -      | -       | -       | -                                                 |
| 01.04.1942 года | Ленинградский фронт | 55-я армия | -      | -       | -       | -                                                 |
| 01.05.1942 года | Ленинградский фронт | 55-я армия | -      | -       | -       | в составе группы войск Ленинградского направления |